# 救命艇手
救命艇手（きゅうめいていしゅ）とは、救命艇手試験に合格した者。

## 概要

### 主な任務
- 国内外において船舶が非常事態に陥ったとき、救命艇に食料や航海用具を積み込んだり、海員や旅客の誘導、救命設備の操作などをする。

## 受験資格
- 18歳以上で健康証明書を所持し、遠洋区域若しくは近海区域を航行区域とする船舶（旅客船にあつては、沿海区域を航行区域とするものを含む。）又は乙区域若しくは甲区域（船舶職員及び小型船舶操縦者法施行令 （昭和58年政令第13号）別表第一の配乗表の適用に関する通則12又は13の乙区域又は甲区域をいう。第13条第1項第3号ロにおいて同じ。）において従業する総トン数500トン以上の漁船に一年以上甲板部の職員又は部員として乗り組んだ者、遠洋区域若しくは近海区域を航行区域とする船舶（旅客船にあつては、沿海区域を航行区域とするものを含む。）又は乙区域若しくは甲区域（船舶職員及び小型船舶操縦者法施行令 （昭和58年政令第13号）別表第一の配乗表の適用に関する通則12又は13の乙区域又は甲区域をいう。第13条第1項第3号ロにおいて同じ。）において従業する総トン数500トン以上の漁船に1年以上甲板部の職員又は部員として乗り組んだ者の船舶以外の船舶に2年以上甲板部の職員又は部員として乗り組んだ者、船舶に、前条第1号の試験にあつては3年、同条第2号の試験にあつては1年以上乗り組んだ者

また、18歳以上で健康証明書を所持し、6ヵ月以上の船舶乗船経験者で以下のいずれかに該当する者は無試験で認定される。
- 海技士(航海、機関、通信)のいずれかの資格にかかる海技従事者。
- 大学、高等専門学校、高等学校において、救命艇の操作に関する教科課程を修めて卒業した者。
- 海技大学校、海員学校、海上保安大学校、海上保安学校または、水産大学校を卒業した者。
- 国土交通省が認定した講習を修了した者。

## 試験
- 不定期に行われる。その際、地方運輸局長より受験申請者に試験地と受験料、日にちが告示される。試験内容は筆記試験と実技試験である。

### 試験科目
筆記
1. 救命艇、いかだ内の措置
2. 衝突、火災、沈没等非常事態の知識
3. 非常任務、消火知識
4. 救命艇の種類等の知識
5. 設備・構造知識
6. 救命艇推進装置の知識

実技
1. 救命胴衣の知識
2. 救命艇の起こし方
3. 救命艇の表示・医療措置